# Mkrticz Proszian
Mkrticz (imię świeckie Hajk Proszian, ur. 13 sierpnia 1975 w Eczmiadzynie) – duchowny Apostolskiego Kościoła Ormiańskiego, od 2010 locum tenens Aragacotn.

## Życiorys
Święcenia kapłańskie przyjął 14 stycznia 2001. Sakrę biskupią otrzymał 18 kwietnia 2010 jako locum tenens diecezji Aragacotn.